# 因克 (阿肯色州)
因克（英語：Ink）是位於美國阿肯色州波爾克縣的一個非建制地區。該地的面積和人口皆未知。

## 地理
因克的座標為34°35′14″N 94°07′27″W / 34.58722°N 94.12417°W，而該地的平均海拔高度為315米（即1033英尺）。